# Narad
Narad ili Šnarad (mađ. Kisnyárád, nje. Kischnaarad) je selo u južnoj Mađarskoj.
Zauzima površinu od 9,03 km četvornih.

## Zemljopisni položaj
Nalazi se na 46°2' sjeverne zemljopisne širine i 18°34' istočne zemljopisne dužine, sjeverozapadno od Mohača, 8 km od Lančuga, 5,5 km južno od Imeša, 2 km južno od Maroka, 4,5 km sjeverno od Babraca.

## Upravna organizacija
Upravno pripada Mohačkoj mikroregiji u Baranjskoj županiji. Poštanski broj je 7759.

## Stanovništvo
U Naradu živi 249 stanovnika (2002.).

## Vanjske poveznice
- (mađ.) Kisnyárád a Vendégvárón[neaktivna poveznica]
- Narad na fallingrain.com